# Jenny Danielsson
Jenny-Julia Danielsson (* 30. August 1994 in Espoo) ist eine finnische Fußballspielerin. Die im Mittelfeld und Angriff einsetzbare Spielerin steht seit 2020 beim schwedischen Verein AIK Solna unter Vertrag und spielte 2015 erstmals für die finnische Nationalmannschaft.

## Karriere
Jenny Danielsson wuchs in der Stadt Kirkkonummi in der Region Helsinki auf.

### Vereine
Sie begann ihre Ausbildung als Fußballerin mit sechs Jahren beim Verein HooGee im benachbarten Espoo. Später wechselte sie innerhalb der Stadt zum Verein FC Honka, für den sie 2011, kurz vor ihrem 17. Geburtstag, ihr erstes Spiel in der Naisten Liiga bestritt. Ihr Auftritt dauerte aber nur 28 Minuten und blieb ihr einziger Einsatz in der Saison. Ein Jahr später hatte sie fünf Einsätze von insgesamt 54 Minuten, in denen ihr aber zwei Tore gelangen. 2013 hatte sie 19 Einsätze, wobei sie nur zweimal über die volle Spielzeit mitwirkte, aber 14-mal ein- und dreimal ausgewechselt wurde. 2014 hatte sie neun 90-minütige Einsätze, 11 Aus- sowie drei Einwechslungen, erzielte sieben Tore und holte mit Honka den Pokal. Den Pokal konnten sie 2015 verteidigen und in der Liga spielte sie 11-mal über 90 Minuten, wurde 10-mal aus und einmal eingewechselt und erzielte acht Tore, was ihr danach in einer ersten Liga noch nicht wieder gelang. Zur Saison 2016 wechselte sie in die Damallsvenskan zu Kristianstads DFF, wo sie in ihrer ersten Saison 18 Spiele bestritt, davon sechs über die volle Spielzeit. 2017 folgte ein kurzes Gastspiel in Spanien bei Sporting Huelva, dann kehrte sie nach Finnland zurück und spielte zwei Jahre für Åland United. 2019 ging es wieder nach Schweden, wo sie beim Aufsteiger Kungsbacka DFF in 15 Spielen nicht helfen konnte den direkten Wiederabstieg zu vermeiden. Sie wechselte daraufhin zum Zweitligisten AIK Solna, wo sie mit neun Toren in 25 Spielen mit dazu beitrug, dass der Verein als Zweitligameister in die Damallsvenskan aufsteigen konnte. Mit dem zehnten Platz konnte die Liga gehalten werden, wobei sie aufgrund der im Länderspiel erlittenen Verletzung in den beiden letzten Saisonspielen nicht eingesetzt werden konnte.

### Nationalmannschaft
Danielsson nahm mit der U-20 an der U-20-Fußball-Weltmeisterschaft der Frauen 2014 in Kanada teil, hatte aber nur einen achtminütigen Einsatz gegen Ghana. Nach drei Niederlagen in den Gruppenspielen schieden die Finninnen aus.
Am 17. September 2015 wurde sie erstmals gegen Montenegro in der A-Nationalelf eingesetzt. Im ersten Spiel der Qualifikation für die EM 2017 wurde sie in der 75. Minute eingewechselt. Insgesamt hatte sie sieben Einsätze in der Qualifikation, in denen ihr zwei Tore gelangen. Durch eine 2:3-Niederlage gegen Portugal  verpassten sie die Playoffs der Gruppenzweiten und damit als einziger Teilnehmer von 2013 die Endrunde. In der ebenfalls misslungenen Qualifikation für die WM 2019 hatte sie nur drei kurze Einsätze von insgesamt 84 Minuten. Im Februar 2021 qualifizierten sich die Finninnen dann wieder für eine Endrunde. In der Qualifikation hatte sie drei Kurzeinsätze von insgesamt 95 Minuten. In den ersten vier Spielen der Qualifikation für die WM 2023 wurde sie nur beim 3:0-Sieg gegen Georgien eingesetzt, verletzte sich dabei aber, so dass sie danach noch nicht wieder eingesetzt werden konnte. Im April 2022 hatte sie dann zwei weitere Kurzeinsätze in den Qualifikationsspielen. Am 9. Juni 2022 wurde sie für die EM-Endrunde nominiert.

## Erfolge
FC Honka Espoo 
- Finnische Pokalsiegerin 2014, 2015

 AIK Solna 
- Schwedische Zweitligameisterin 2020